# Ljusbågsugn

Schematisk genomskärning av en EAF. Tre elektroder (gula), smälta (guld), tappning till vänster, lyftbart tak och eldfast infodring.

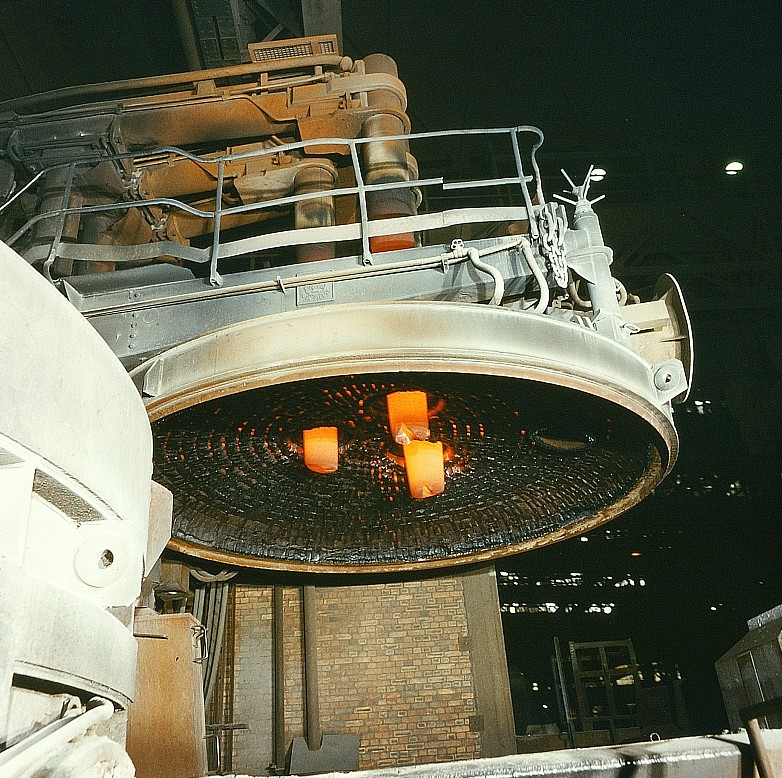
Det lyftbara taket avlägsnat från en EAF, där de tre elektroderna är synliga

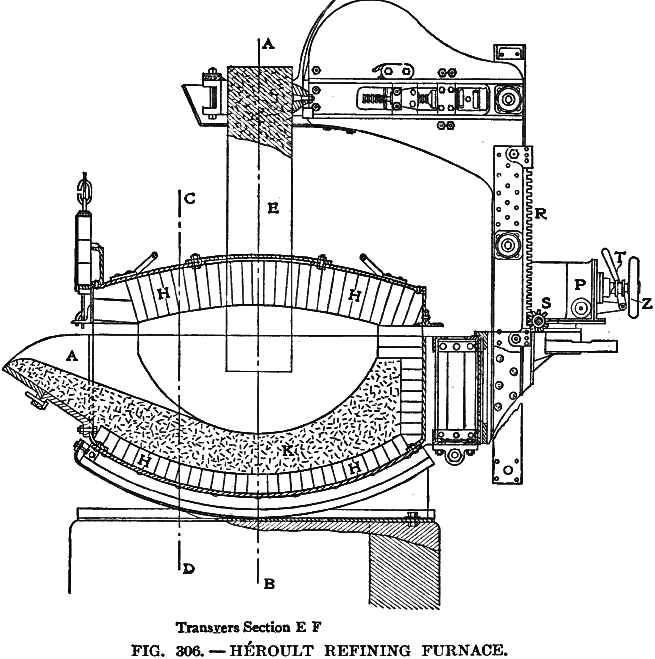
Schematisk genomskärning av en Heroult arc furnace. E markerar elektroden (endast en visas), vilken höjs och sänks av den kuggstångsdrivna enheten (R och S). Innanmätet är infodrat med eldfast tegel H, och K markerar den infodrade botten av ugnen. En dörr vid A tillåter åtkomst till det inre. Ugnen lutas vid tappning.

En ljusbågsugn (engelska: electric arc furnace (EAF)), är en typ av elektrisk ugn, som används för att smälta metall i smältverk. Den verksamma mekanismen är elektrisk energi som omsätts till värme i en ljusbåge mellan elektroder.
Ljusbågsugnar används framför allt för att smälta skrot för ståltillverkning. De allra flesta ljusbågsugnar arbetar med ljusbågar mot metallbadet (chargen). Ugnarna finns i en mängd olika utföranden, men de skiljer sig endast i detaljer från urtypen, den så kallade Héroult-ugnen. De särskilt effektintensiva, högproduktiva ljusbågsugnarna med transformationseffekter på mer än 500 kVA/ton benämns Ultra High Power (UHP). Värmen från ljusbågen till ugnsväggar och materialet kan även överföras genom strålning. Två exempel på denna ugnstyp, som benämns strålningsugn, är Stassano-ugnen och Rennerfelt-ugnen.
Under senare år har ljusbågsugnar för smältning av skrot och järnsvamp i elektrostålverk genomgått en mycket snabb utveckling. Likströmsugnar, som ger lägre elektrodförbrukning än växelströmsugnar, installeras nu i allt större omfattning. Vidare kan ugnarna numer även tillsatseldas med naturgas eller kol jämte syrgas, i syfte att öka produktiviteten och sänka elförbrukningen.
SSAB planerar (2022) att ersätta sina fyra masugnar för järnmalm i Luleå, Oxelösund och Brahestad, de enda masugnarna i Sverige och Finland, med ljusbågsugnar för järnsvamp.